# سمكة نطاط الطين

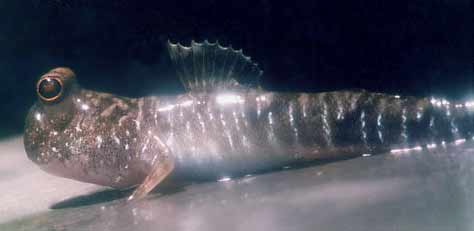
نطاط الطين

سمكة نطاط الطين (بالإنجليزية: Mudskipper)‏ سمكة برمائية تستطيع استخدام زعانفها الصدرية في المشي على الأرض، متأقلمة تماما مع حركتي المد والجزر ولكن ليس كبقية الأسماك التي تتخفى في الشعاب المرجانية أو برك المد والجزر فهي نشيطة جداً خارج الماء، تأكل وتتفاعل مع بعضها البعض، من ذلك أنها أيضا تدافع عن أرضها. تعيش في المناطق الاستوائية، شبه الاستوائية والمعتدلة، بما في ذلك المحيط الهادئ وساحل المحيط الأطلسي بأفريقيا.

## التكيف

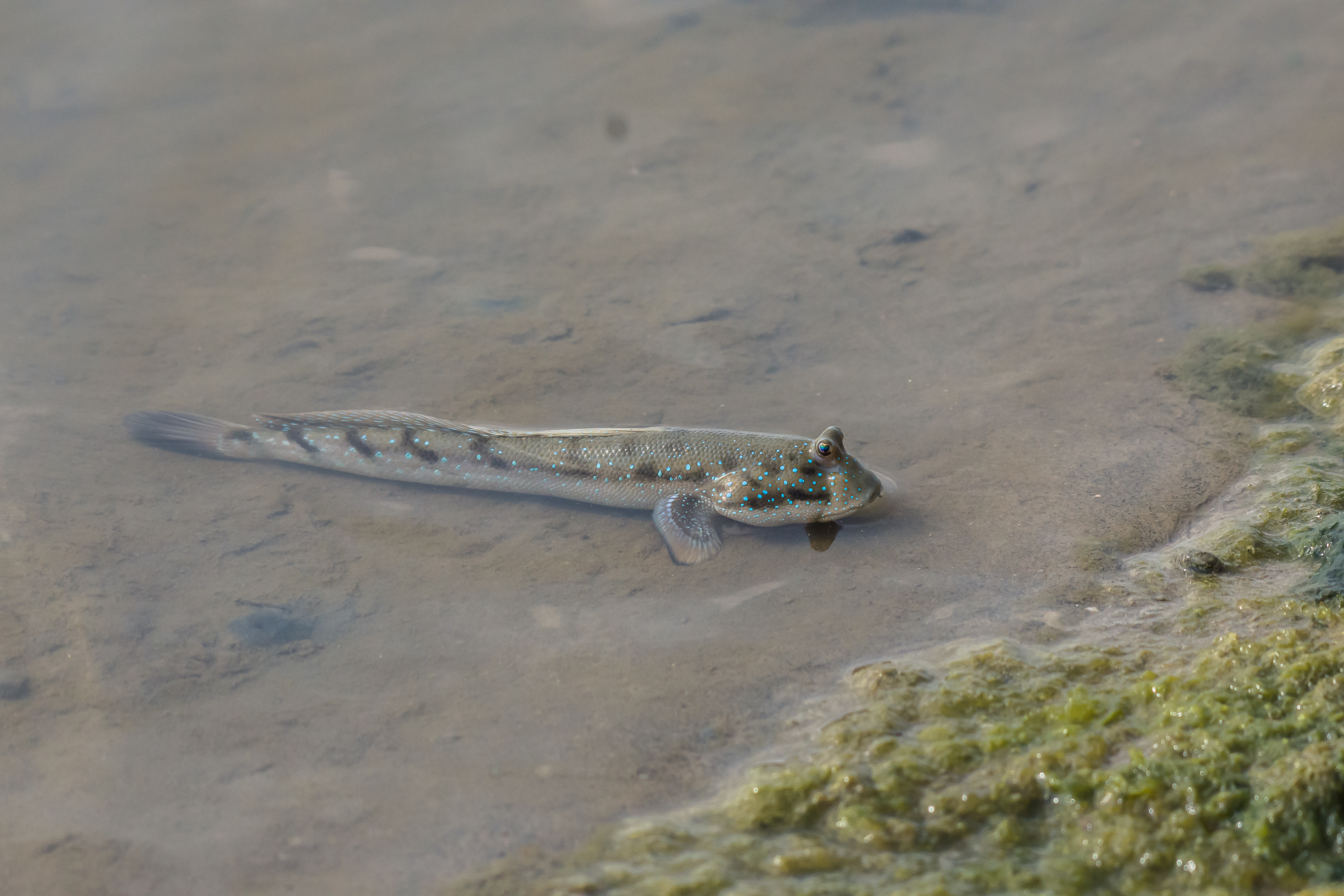
سمكة نطاط الطين عند نقطة كاليمير في تاميل نادو بالهند

مقارنة بالقوبيون المائي فإن هذه الأسماك لديها مجموعة من التعديلات الفيسيولوجية والسلوكية كي تتأقلم تأقلما تاما مع الحياة البرمائية ومن ذلك:
• تعديلات فسيولوجية وسلوكية تمكنها من الحركة بكفاءة خارج الماء كما أيضا داخل الماء فهي تستخدم زعانفها للحركة في سلسلة خطوات فهي أيضا تستطيع مد عضلات جسمها ليصل ارتفاعها إلى 60 سم في الهواء.
•	القدرة على التنفس من خلال الجلد وبطانة الفم والحنجرة هذا ممكن فقط في حالة تكون سمكة نطاط الطين رطبة مما يحدها ان تستوطن الأماكن الرطبة ويتطلب منها الحفاظ على نفسها رطبة دائما، هذا النوع من التنفس شبيه بما يوجد في البرمائيات وهو ما يسمى التنفس الجلدي، شيء آخر أيضا يجعلها قادرة على التنفس عندما تكون خارج الماء وهو خياشيمها الواسعة، حيث تحتفظ بفقاعات من الهواء، هذه الخياشيم تغلق بإحكام عندما تكون السمكة خارج الماء لتحافظ على الخياشيم رطبة، فهي تتصرف كأسطوانات الغاز بالنسبة للغواص وتمد السمكة بالأوكسجين عندما تكون خارج الماء.
•	حفر أنفاق عميقة في الرواسب اللينة يسمح للسمكة بتنظيم درجة حرارتها وأيضا يجنبها الحيوانات المفترسة خلال موجة المد وكذلك وضع البيض.
و حتى عندما تكون في تلك الحفر فإن سمك نطاط الطين يحتفظ بفقاعات الهواء للتنفس في حالة قلة الأوكسجين.

## الأنواع
النوع Periophthalmus هو أكثر أنواع أسماك نطاط الطين انتشارا وتنوعا، ثمانية عشر نوعا قد وصفت، Periophthalmus argentilineatus واحد من أكثر الأنواع انتشارا وشهرة ويمكن العثور عليها في النظم الإيكولوجية لغابات المانغروف والسهول الطينية في شرق أفريقيا ومدغشقر الشرقية من خلال سونداربانس البنغال وجنوب شرق آسيا إلى شمال أستراليا وجنوب شرق الصين وجنوب اليابان، وتصل إلى جزر ساموا وتونغا، تنمو حتى يصل طولها إلى 9.5 سينتيمترات تقريبا، وهي آكلة لحوم انتهازية، تتغذى على السرطانات الصغيرة والمفصليات الأخرى.